# ديفيد كلاين (رياضياتي)
ديفيد كلاين (بالإنجليزية: David Klein)‏ هو رياضياتي أمريكي، ولد في 1953.